# SN 2002ec
SN 2002ec – supernowa typu Ia odkryta 23 lipca 2002 roku w galaktyce NGC 5910. W momencie odkrycia miała maksymalną jasność 17,70m.